# Moulay Zine Alaoui
Sharif Mulay Zainal Abidin Alaoui al-Hashimi auch Moulay Zine Alaoui El Hachemi (* 8. März 1942 in Salé) ist ein marokkanischer Diplomat im Ruhestand.
Er heiratete Sharifa Lalla Oum Keltoum Alaoui, die Tochter von Prinz Moulay El Hassan Ben El Mehdi, dem Sohn von Sidi Muhammad IV. und Prinzessin Lalla Fatima Zohra Azizia, der Tochter von Abd al-Aziz (Marokko). Ihr Sohn ist Sharif Sidi Mohammed Alaoui.

## Werdegang
Er erwarb seine Hochschulreife auf dem Lycée Français in Rabat und studierte an der Universität Grenoble, wo er zum Doktor der Wirtschaftswissenschaft promoviert wurde.
Er war Bürovorsteher von Hassan II.
1978 war er Botschafter nächst dem UNO-Hauptquartier, als dort Abdellatif Filali Ständiger Vertreter war.
Von 1982 bis 1986 war er Botschafter in Dschidda mit Koakkredition in Dschibuti.
Von 7. August 1991 bis 1992 war er Botschafter in Algier.